# Terapia zajęciowa
Terapia zajęciowa – multidyscyplinarna, wspomagająca forma leczenia i rehabilitacji zaburzeń psychicznych lub sensorycznych, niepełnosprawności fizycznej, poznawczej lub poprawy ogólnego stanu zdrowia polegająca na uczestnictwie chorych w różnych formach celowej, produktywnej, zorganizowanej aktywności o charakterze odtwórczym, wytwórczym lub twórczym  – zajęcie.
Stosowano nazwy ergoterapia, terapia aktywnością, leczenie pracą, terapia zajęcia. Nazwę „terapia zajęciowa” wprowadził George Edward Barton.
Pierwszą książkę na temat terapii zajęciowej, czyli „Studies in Invalid Occupations” wydała Susan Tracy w 1910 roku.

## Cele
- umożliwienie pacjentom uczestnictwa w codziennych zajęciach[7];
- przeciwdziałanie bierności chorych[1] ;
- porządkowanie dnia uczestników[8];
- zwiększenie poczucia własnej wartości osób biorących udział w zajęciach[4].

## Klasyfikacja
Terapię zajęciową można sklasyfikować na rodzaje, metody i techniki. Wyróżniane rodzaje to  :
- ergoterapia;
- arteterapia;
- socjoterapia.

Wyróżniane formy to :
- frontalna – uczestnicy wykonują jednocześnie tę samą pracę, lecz działają we właściwym sobie tempie;
- grupowa – uczestnicy wykonują zdania o odmiennym poziomie trudności w grupach różnym stopniu usprawnienia;
- indywidualna – uczestnik wykonuje zadania specjalnie dla niego przygotowane.

## Klasyfikacja urzędowa i kształcenie
Terapeuta zajęciowy w Klasyfikacji zawodów i specjalności dla potrzeb rynku pracy ma symbol 325907. Oznacza to następujące miejsce w strukturze klasyfikacji zawodów:
- grupa wielka: 3 – technicy i inny średni personel;
- grupa duże: 32 – średni personel do spraw zdrowia;
- grupa średnia: 325 – inny średni personel do spraw zdrowia.

Zgodnie z Rozporządzeniem Ministra Edukacji Narodowej z dnia 13 grudnia 2016 r. do terapeuty zajęciowego przypisany jest IV poziom PRK dla kwalifikacji pełnej, o której mowa w art. 8 pkt 3-6 ustawy z dnia 22 grudnia 2015 r. o Zintegrowanym Systemie Kwalifikacji. Podano również, że ministrem, na wniosek których wprowadzono zawód do klasyfikacji (czyli ministrem właściwym w zakresie danego zawodu, wyznaczonym ze względu na odpowiedni dział administracji rządowej, wskazanym w ustawie z dnia 4 września 1997 r. o działach administracji rządowej (Dz.U. z 2022 r. poz. 2512), jest minister właściwy do spraw zdrowia). Zawód przypisano do medyczno-społecznego (Z) obszaru kształcenia. Oznaczono, że typy szkół ponadgimnazjalnych, w których może odbywać się kształcenie, to szkoła policealna (2 lata) z zaznaczeniem szczególnych uwarunkowań, czyli kształcenie w szkole dla młodzieży prowadzone wyłącznie w formie stacjonarnej. Kwalifikacje wyodrębnione w zawodzie to świadczenie usług w zakresie terapii zajęciowej (K1). Poziom PRK dla kwalifikacji cząstkowej (kwalifikacji wyodrębnionej w zawodzie) to 4
Zgodnie z Rozporządzeniem Ministra Edukacji Narodowej z dnia 15 lutego 2019 r. w sprawie ogólnych celów i zadań kształcenia w zawodach szkolnictwa branżowego oraz klasyfikacji zawodów szkolnictwa branżowego terapeuta zajęciowy w zawodzie wyodrębniono kwalifikację: MED.13. Świadczenie usług w zakresie terapii zajęciowej
Kwalifikacja MED.13 została opisana w Rozporządzeniu Ministra Edukacji Narodowej z dnia 16 maja 2019 r. w sprawie podstaw programowych kształcenia w zawodach szkolnictwa branżowego oraz dodatkowych umiejętności zawodowych w zakresie wybranych zawodów szkolnictwa branżowego gdzie przypisano ją do branży opieki zdrowotnej (MED) opisanej w załączniku nr 20 do rozporządzenia.
Wg Rozporządzenia Ministra Edukacji Narodowej z dnia 16 maja 2019 r.  Cele kształcenia w ramach kwalifikacji MED.13 to:
- budowania relacji terapeutycznych z podopiecznym, jego rodziną, środowiskiem i zespołem wielodyscyplinarnym;
- rozpoznawania i diagnozowania potrzeb biopsychospołecznych, stanu funkcjonalnego podopiecznego przez terapeutę zajęciowego we współpracy z zespołem wielodyscyplinarnym;
- planowania indywidualnego i grupowego programu lub planu działań terapeutycznych na podstawie diagnozy terapeutycznej, uwzględniającej możliwości, potrzeby, zainteresowania i sposób funkcjonowania podopiecznego, jego środowisko i specyfikę placówki;
- organizowania działań w zakresie terapii zajęciowej w celu poprawy funkcjonowania fizycznego, psychicznego i społecznego podopiecznego oraz jego integracji społecznej i zawodowej;
- ewaluacji procesu terapeutycznego na podstawie dokumentacji i oceny prowadzonej terapii zajęciowej.

W ramach ICD-9-CM Volume 3 terapia zajęciowa ma przydzielony numer 93.83

## Terapia zajęciowa dzieci
W terapii zajęciowej dzieci stosuje się koncepcję robić-być-stawać się, podczas realizacji której dziecko nabywa i rozwija umiejętności poprzez angażowanie w wykonywanie zajęć, co powoduje nabywanie i rozwój tożsamości. Prowadzi to do wypełniania ról społecznych, co jest czynnikiem poczucia dobrostanu i zdrowia.
W terapii zajęciowej dzieci stosuje się terapię skupioną na osobie oraz terapię skupioną na rodzinie

## Baza psychologiczna
Podstawą terapii zajęciowej jest psychoterapia zorientowana na klienta wywodząca się z psychologii humanistycznej.

## Modele praktyki
W terapii zajęciowej stosuje modele praktyki:
- PEO Person - Environment - Occupation Model
- CMOP-E Canadian Model of Occupational Performance - Engagemont
- MOHO Model of Human Occupation
- Model Kawa

## Organizacje międzynarodowe
Kształceniem i prowadzeniem terapii zajęciowej zajmują się:
- World Federation of Occupational Therapy, WFOT; [20]
- Council of Occupational Therapists for the European Countries, COTEC[20]